# Arnold Layne
«Arnold Layne» és el primer senzill del grup britànic de rock psicodèlic The Pink Floyd (posteriorment anomenat simplement Pink Floyd). Tracta sobre un transvestit cleptòman aficionat a robar interior penjada en fils d'estendre. Va ser escrita per Syd Barrett, un dels cofundadors del grup, i líder original, i és la darrera producció de Joe Boyd per al grup.
Feta de tres tres minuts per poder ser tractada com a senzill, es va llançar l'11 de març de 1967, poc després de firmar el contracte amb la discogràfica EMI, amb una certa controvèrsia, després de la negativa de Radio London a emetre-la perquè promovia el travestisme i atemptava contra l'estatus normal de la societat, en la conservadora Anglaterra de la dècada de 1960. No es va incloure originalment a l'àlbum de debut de la banda, The Piper at the Gates of Dawn perquè Syd Barrett es va oposar a regravar-la i canviar el seu so cru i psicodèlic, quedant com senzill amb Candy and a Currant Bun com la seva Cara B. «Arnold Layne» apareix en nombrosos àlbums recopilatoris de Pink Floyd.

## Crèdits
- Syd Barrett – guitarra, veu principal
- Roger Waters – baix
- Richard Wright – Orgue, cors
- Nick Mason – bateria, percussió